# Bernhard Brinkmann (Politiker)

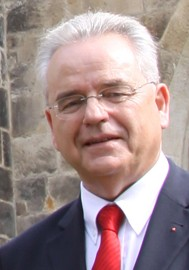
Bernhard Brinkmann (2009)

Bernhard Brinkmann (* 22. Mai 1952 in Dinklar; † 7. Dezember 2022) war ein deutscher Politiker (SPD). Er war von 1998 bis 2013 Mitglied des Deutschen Bundestages.

## Leben und Beruf
Nach der Mittleren Reife absolvierte Brinkmann von 1967 bis 1970 eine Ausbildung zum Versicherungskaufmann, die er 1970 mit der Kaufmannsgehilfenprüfung beendete. Im Anschluss eines zweijährigen Dienstes als Soldat auf Zeit bei der Panzergrenadierbrigade 1 der Bundeswehr ging er 1973 wieder ins Versicherungswesen zurück, wurde 1986 leitender Angestellter und schließlich Bezirksdirektor der Victoria-Versicherung in Hildesheim.
Bernhard Brinkmann war verheiratet. Bei der Bundeswehr hatte er den Dienstgrad Hauptmann der Reserve erreicht.

## Partei
Brinkmann trat 1973 in die SPD ein. Er wurde 1974 Vorsitzender des SPD-Ortsvereins Dinklar und war später Vorsitzender des SPD-Unterbezirks Hildesheim.

## Abgeordneter
Brinkmann war ab 1974 Mitglied des Ortsrates in Dinklar, ab 1975 Ratsherr der Gemeinde Schellerten und dort ab 1980 Vorsitzender der SPD-Fraktion. 1986 wurde er in den Kreistag des Landkreises Hildesheim gewählt, dem er bis zu seinem Tod angehörte. Er war von 1994 bis 1998 Vorsitzender der SPD-Kreistagsfraktion und zuletzt Vorsitzender des Kreistages.
Von 1998 bis 2013 war Brinkmann Mitglied des Deutschen Bundestages. Er war stets als direkt gewählter Abgeordneter des Wahlkreises Hildesheim in den Bundestag eingezogen. Bei der Bundestagswahl 2005 erreichte er hier 51,0 %, bei der Bundestagswahl 2009 39,0 % der Erststimmen.
Brinkmann war Mitglied des Haushaltsausschusses des Deutschen Bundestags. Er war stellvertretender Vorsitzender des Rechnungsprüfungsausschusses und stellvertretendes Mitglied im Verteidigungsausschuss sowie Vizepräsident der Gesellschaft für Wehr- und Sicherheitspolitik.

## Ehrungen
- 2020: Verdienstkreuz am Bande des Verdienstordens der Bundesrepublik Deutschland[4]
- 2021: Ehrenmedaille des Niedersächsischen Städte- und Gemeindebundes[1]